# Каннський кінофестиваль 1946
1-й щорічний Каннський кінофестиваль проходив з 20 вересня по 5 жовтня в Каннах, Франція. Цей фестиваль був не першим за рахунком. Так, у 1939 році була спроба провести фестиваль, але через початок війни його скасували. У результаті, Каннський фестиваль стартував через 7 років.
Перше журі Каннського кінофестивалю було сформоване за принципом «національних представництв» від вісімнадцяти країн; очолив журі французький історик Жорж Юісман.

## Журі
- Жорж Юісман — Голова журі; історик,  Франція
- Іріс Баррі,  США
- Больє,  Канада
- Антонін Брусіл,  Чехословаччина
- Й. Х. Й. Де Йонг,  Нідерланди
- Дон Тудор,  Румунія
- Самуель Фіндлатер,  Велика Британія
- Сергій Герасимов,  СРСР
- Ян Корнголд,  Польща
- Домінгос Маскаренас,  Португалія
- Гуго Мауергофер,  Швейцарія
- Філіппо Менніні,  Італія
- Мольтке-Гансен,  Норвегія
- Фернан Ріґо,  Бельгія
- Челль Стромберг,  Швеція
- Родольфо Усільї,  Мексика
- Йоссеф Вабі,  Єгипет
- Хельга Воберг,  Данія

## Фільми-учасники
★Переможців виділено окремим кольором.
Повнометражні фільми
| Фільм                       | Назва мовою оригіналу        | Країна           |
| --------------------------- | ---------------------------- | ---------------- |
| Анна і король Сіаму         | Anna and the King of Siam    | США              |
| Бандит                      | Il bandito                   | Італія           |
| ★ Великий перелом           | Великий перелом              | СРСР             |
| Битва на рейках             | La Bataille du Rail          | Франція          |
| ★ Втрачений вікенд          | The Lost Weekend             | США              |
| Газове світло               | Gaslight                     | США              |
| Глінка                      | Глинка                       | СРСР             |
| Джильда                     | Gilda                        | США              |
| Диво-людина                 | Wonder Man                   | США              |
| Здрастуй, Москва!           | Здравствуй, Москва!          | СРСР             |
| Зоя                         | Зоя                          | СРСР             |
| Зіграй мою музику           | Make Mine Music              | США              |
| ★ Ірис і лейтенант          | Iris och löjtnantshjärta     | Швеція           |
| Камоенса                    | Camões                       | Португалія       |
| Кам'яна квітка              | Каменный цветок              | СРСР             |
| Квітка королеви             | Floarea reginei              | Румунія          |
| ★ Коротка зустріч           | Brief Encounter              | Велика Британія  |
| Коханці на бігу             | Amanti in fuga               | Італія           |
| Красуня і чудовисько        | La Belle et La Bête          | Франція          |
| Кров і вогонь               | Blod och eld                 | Швеція           |
| Лист від мертвих            | Brevet fra afdøde            | Данія            |
| Лиха слава                  | Notorious                    | США              |
| ★ Люди без крил             | Muži bez křídel              | Чехословаччина   |
| Людина №217                 | Человек № 217                | СРСР             |
| ★ Марія Канделарія          | María Candelaria             | Мексика          |
| ★ Місто в долині            | नीचा नगर / Neecha Nagar        | Британська Індія |
| Мирське життя               | Dunia                        | Єгипет           |
| Один день в житті           | Un giorno nella vita         | Італія           |
| ★ Останній шанс             | Die Letzte Chance            | Швейцарія        |
| ★ Пасторальна симфонія      | La symphonie pastorale       | Франція          |
| Повернення кохання          | Un revenant                  | Франція          |
| Полонене серце              | The Captive Heart            | Велика Британія  |
| Пустотливий бакалавр        | Nezbedný bakalár             | Чехословаччина   |
| Рапсодія у блакитних тонах  | Rhapsody in Blue             | США              |
| ★ Рим, відкрите місто       | Roma Citta Aperta            | Італія           |
| Родина                      | Patrie                       | Франція          |
| Спокійний тато              | Le Père tranquille           | Франція          |
| Страждання синьйора Травета | Le Miserie del Signor Travet | Італія           |
| Сьома вуаль                 | The Seventh Veil             | Велика Британія  |
| Три дні без Бога            | Três Dias Sem Deus           | Португалія       |
| Три мушкетери               | Los tres mosqueteros         | Мексика          |
| Цезар і Клеопатра           | Caesar and Cleopatra         | Велика Британія  |
| Чарівний лук                | The Magic Bow                | Велика Британія  |
| ★ Червоні луки              | De røde Enge                 | Данія            |

## Переможці
- Великий приз фестивалю:
  - Ірис і лейтенант, режисер Альф Шеберґ
  - Марія Канделарія, режисер Еміліо Фернандес
  - Великий перелом, режисер Фрідріх Ермлер
  - Коротка зустріч, режисер Девід Лін
  - Останній шанс, режисер Леопольд Ліндтберг
  - Втрачений вікенд, режисер Біллі Вайлдер
  - Червоні луки, режисери Боділ Іпсен та Лау Лаурітцен (молодший)
  - Люди без крил, режисер Франтішек Чап
  - Рим, відкрите місто, режисер Роберто Росселліні
  - Пасторальна симфонія режисер Жан Делануа
  - Місто в долині, режисер Четан Ананд
- Приз міжнародного журі: Битва на рейках, режисер Рене Клеман
- Срібна премія за найкращу чоловічу роль: Рей Мілланд у фільмі Втрачений вікенд
- Срібна премія за найкращу жіночу роль: Мішель Морган у фільмі Пасторальна симфонія
- Найкращий режисер: Рене Клеман, фільм Битва на рейках
- Найкраща робота оператора: Габріель Фігероа, фільм Марія Канделарія та Три мушкетери
- Найкращий анімаційний фільм: Зіграй мою музику
- Найкраще використання кольору: Кам'яна квітка
- Премія миру: Останній шанс
- Приз міжнародної асоціації кінокритиків (ФІПРЕССІ): Фарребік, або Пори року, режисер Жорж Рук'є